# تقسیمات اداری کلمبیا

نمودار تقسیمات اداری کلمبیا

کلمبیا یک جمهوری واحد است که از سی و دو بخش (به اسپانیایی: departamentos) و یک منطقه پایتخت (به اسپانیایی: Distrito Capital) تشکیل شده‌است. هر بخش یک فرماندار (به اسپانیایی: gobernador) و یک مجلس بخش (به اسپانیایی: Asamblea Departamental) دارد، که توسط رای مردم و به مدت یک دوره ۴ ساله انتخاب می‌شود. فرماندار نمی‌توانند دو دوره پی درپی انتخاب شود.
هر بخش از چند منطقه شهری (به اسپانیایی: municipios) تشکیل شده‌است. شهرداری متشکل از یک شهردار (به اسپانیایی: alcalde) و یک شورای شهر (به اسپانیایی: concejo municipal) است، که هر دوی آنها توسط مردم برای یک یا چند دوره انتخاب می‌شوند.
منطقه پایتخت جایی است که پایتخت کشور در آن قرار دارد، بوگوتا دارای یک شهردار و یک شورا است، و از تمام بخش‌ها و مناطق دیگر مستقل و جدا است.
کلمبیا دارای ۵ منطقه، ۳۲ بخش، و ۱۱۲۳ شهر می‌باشد.

## کد پستی
کد پستی‌ها ۶ رقمی هستند. دو رقم اول اعدادی هستند که توسط «اداره ملی آمار» استفاده می‌شود تا بخش‌ها را کد گذاری کند، دو رقم بعدی بین ۰۰ تا ۸۹ هستن که برای کد گذاری منطقه پستی به کار می‌رود، و دو رقم آخر، که تا ۱۰۰ منطقه پستی را پوشش می‌دهد.